# Brondello
Brondello (Brondel in piemontese, Broundel in occitano) è un comune italiano di 271 abitanti della provincia di Cuneo in Piemonte.

## Geografia fisica
Il comune si trova in valle Bronda, con il capoluogo sulle rive dell'omonimo torrente.

## Monumenti e luoghi d'interesse
- Chiesa parrocchiale dell'Assunta

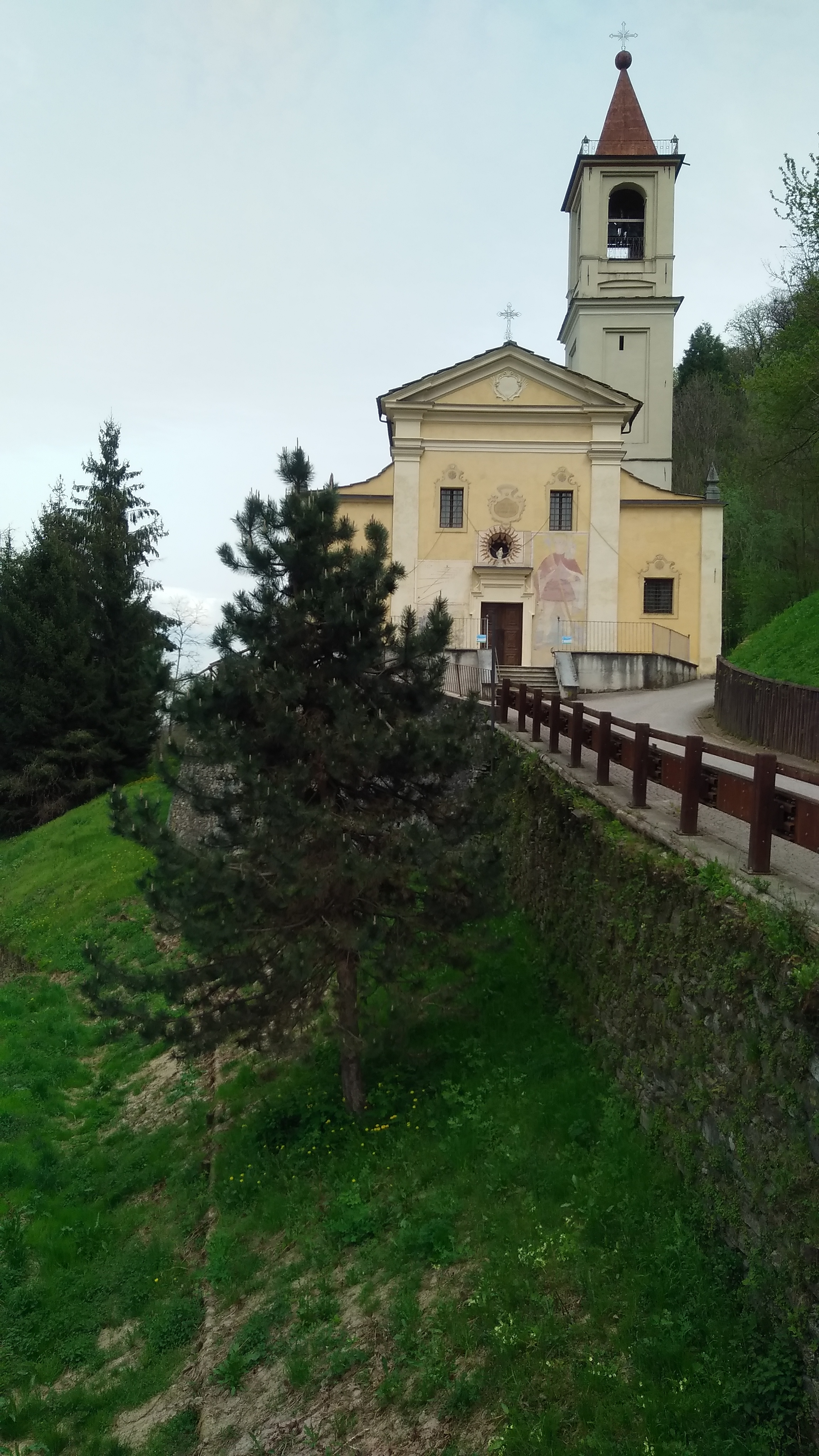
La parrocchiale

- Ponte romanico in pietra sul torrente Bronda. Risalente al 1300, risulta perfettamente conservato.
- Torre di Brondello (medioevale)
- Casa Museo del Perito Balistico

## Società

### Evoluzione demografica
Abitanti censiti

## Amministrazione
| Periodo        | Periodo        | Primo cittadino  | Partito                       | Carica  | Note  |
| -------------- | -------------- | ---------------- | ----------------------------- | ------- | ----- |
| 14 giugno 1999 | 14 giugno 2004 | Costanzo Morello | Indipendente                  | Sindaco | [ 5 ] |
| 14 giugno 2004 | 8 giugno 2009  | Dora Perotto     | Rinnovamento                  | Sindaco | [ 5 ] |
| 8 giugno 2009  | 26 maggio 2014 | Dora Perotto     | lista civica                  | Sindaco | [ 5 ] |
| 11/06/2024     | in carica      | Paolo Radosta    | lista civica:Brondello Futura | Sindaco | [ 5 ] |

### Altre informazioni amministrative
Il comune di Brondello faceva parte della Comunità montana Valli Po, Bronda, Infernotto e Varaita prima che quest'ultima venisse soppressa insieme alle altre comunità montane piemontesi.
Attualmente, il comune fa parte dell'Unione Montana dei Comuni del Monviso